# 斯特林 (阿肯色州)
斯特林（英語：Strain）是位於美國阿肯色州華盛頓縣的一個非建制地區。該地的面積和人口皆未知。

## 地理
斯特林的座標為36°00′48″N 94°03′58″W / 36.01333°N 94.06611°W，而該地的平均海拔高度為367米（即1204英尺）。